# Liste der Nummer-eins-Hits in der Slowakei (2024)
Dies ist eine Liste der Nummer-eins-Hits in der Slowakei im Jahr 2024. Sie basiert auf den Auswertungen der ČNS IFPI, der Vertretung der tschechischen und slowakischen Musikindustrie. Grundlage sind die Rádio Top 100, die Singles Digitál Top 100 und die Albums Top 100.

## Singles
| ← 2023 ← | Liste der Nummer-eins-Hits in der Slowakei (Rádio Top 100) | Liste der Nummer-eins-Hits in der Slowakei (Rádio Top 100) | Liste der Nummer-eins-Hits in der Slowakei (Rádio Top 100) | 2025 →                    |
| \| Zeitraum \| Wo. ges. \| Interpret \| Titel Autor(en) \| Zusätzliche Informationen \| \| (Zeitraum, Wochen auf Platz eins, Interpret, Titel, Autor[en], zusätzliche Informationen) \| \| \| \| \| \| ----------------------------------------------------------------------------------------- \| -------- \| ---------------------------------- \| ------------------------------------------------------------------------------------------------------------------------------------------------------------------------------------------------------------------------------------------------------------------------ \| ------------------------- \| \| 1.–6. Woche 6 Wochen \| 6 \| Ofenbach feat. Norma Jean Martine \| Overdrive Alexander Hauer, Antoine Chatenet, Tobias Jundt, Dorian Jean Louis Guy Lauduique, César Thaddée Laurent de Rummel, Norma Jean Martine, Reginald Leonard Smith, Richard James Reginald Steven Smith \| – \| \| 7.–16. Woche 10 Wochen (insgesamt 13) \| 13 \| Dua Lipa \| Houdini Tobias MacDonald Jesso Jr., Dua Lipa, Caroline Ailin Buvik Furøyen, Daniel Jack Eisner Harle, Kevin Richard Parker \| – \| \| 17. Woche 1 Woche (insgesamt 4) \| 4 \| Cyril \| Stumblin’ In Nicholas Barry Chinn, Michael Donald Chapman \| – \| \| 18. Woche 1 Woche (insgesamt 13) \| 13 \| Dua Lipa \| Houdini Tobias MacDonald Jesso Jr., Dua Lipa, Caroline Ailin Buvik Furøyen, Danny Jack Eisner Harle, Kevin Richard Parker \| – \| \| 19.–21. Woche 3 Wochen (insgesamt 4) \| 4 \| Cyril \| Stumblin’ In Nicholas Barry Chinn, Michael Donald Chapman \| – \| \| 22.–25. Woche 4 Wochen \| 4 \| Ella Henderson feat. Rudimental \| Alibi Gabriella Michelle Henderson, Ruth Anne Cunningham, Maegan Severia Cottone, Artis L. Ivey Jr., Douglas B. Rasheed, Lawrence Lemott Hyde Saunders, Olivia Fay Sebastianelli, William Martyn Morris Lansley, John Nicholas Ealand Morgan, Steveland Hardaway Judkins \| – \| \| 26.–27. Woche 2 Wochen (insgesamt 3) \| 3 \| Artemas \| I Like the Way You Kiss Me Artemas Diamandis, Jesse Finkelstein, Kevin Clark White, Toby James Daintree \| – \| \| 28.–30. Woche 3 Wochen (insgesamt 6) \| 6 \| Imagine Dragons \| Eyes Closed Mattias Per Larsson, Robin Lennart Fredriksson, Benjamin Arthur McKee, Daniel Coulter Reynolds, Daniel Wayne Sermon \| – \| \| 31. Woche 1 Woche (insgesamt 3) \| 3 \| Artemas \| I Like the Way You Kiss Me Artemas Diamandis, Jesse Finkelstein, Kevin Clark White, Toby James Daintree \| – \| \| 32.–34. Woche 3 Wochen (insgesamt 6) \| 6 \| Imagine Dragons \| Eyes Closed Mattias Per Larsson, Robin Lennart Fredriksson, Benjamin Arthur McKee, Daniel Coulter Reynolds, Daniel Wayne Sermon \| – \| \| 35.–36. Woche 2 Wochen \| 2 \| Glockenbach feat. Chris de Sarandy \| Magic Moment Felix Hain, Lucas Hain, Jaro Omar, Michael Burek, Stefan Göbel, Christopher Peter de Sarandy, Hubertus Dahlem, Bojan Kalajdzic \| – \| \| 37. Woche 1 Woche (insgesamt 2) \| 2 \| Eminem \| Houdini Anne Jennifer Dudley, Jeffrey Irwin Bass, Kevin Dean Bell, Malcolm Robert Andrew McLaren, Marshall Bruce Mathers III, Steven Haworth Miller, Trevor Charles Horn \| – \| \| 38.–40. Woche 3 Wochen (insgesamt 10) \| 10 \| Mark Ambor \| Belong Together Mark Gregory Damboragian \| – \| \| 41. Woche 1 Woche \| 1 \| Hozier \| Too Sweet Stuart Daniel Johnson, Daniel Nathan Krieger, Daniel Tannenbaum, Sergiu Adrian Gherman, Peter C. Gonzales, Andrew John Hozier-Byrne, Tyler Reese Mehlenbacher \| – \| \| 42.–48. Woche 7 Wochen (insgesamt 10) \| 10 \| Mark Ambor \| Belong Together Mark Gregory Damboragian \| – \| \| 49. Woche 1 Woche (insgesamt 2) \| 2 \| Eminem \| Houdini Anne Jennifer Dudley, Jeffrey Irwin Bass, Kevin Dean Bell, Malcolm Robert Andrew McLaren, Marshall Bruce Mathers III, Steven Haworth Miller, Trevor Charles Horn \| – \| \| 50.–52. Woche 3 Wochen \| 3 \| Shaboozey \| A Bar Song (Tipsy) Chibueze Collins Obinna, Nevin Sastry, Sean Cook, Jerrel C. Jones, Joe Anthony Kent, Mark Allen Williams \| – \| |                                                            |                                                            | |                           |
| ← 2023 |                                                            |                                                            | | → 2025 →                  |
| Zeitraum | Wo. ges.                                                   | Interpret                                                  | Titel Autor(en) | Zusätzliche Informationen |
| (Zeitraum, Wochen auf Platz eins, Interpret, Titel, Autor[en], zusätzliche Informationen) |                                                            |                                                            | |                           |
| 1.–6. Woche 6 Wochen | 6                                                          | Ofenbach feat. Norma Jean Martine                          | Overdrive Alexander Hauer, Antoine Chatenet, Tobias Jundt, Dorian Jean Louis Guy Lauduique, César Thaddée Laurent de Rummel, Norma Jean Martine, Reginald Leonard Smith, Richard James Reginald Steven Smith                                                             | –                         |
| 7.–16. Woche 10 Wochen (insgesamt 13) | 13                                                         | Dua Lipa                                                   | Houdini Tobias MacDonald Jesso Jr., Dua Lipa, Caroline Ailin Buvik Furøyen, Daniel Jack Eisner Harle, Kevin Richard Parker | –                         |
| 17. Woche 1 Woche (insgesamt 4) | 4                                                          | Cyril                                                      | Stumblin’ In Nicholas Barry Chinn, Michael Donald Chapman | –                         |
| 18. Woche 1 Woche (insgesamt 13) | 13                                                         | Dua Lipa                                                   | Houdini Tobias MacDonald Jesso Jr., Dua Lipa, Caroline Ailin Buvik Furøyen, Danny Jack Eisner Harle, Kevin Richard Parker | –                         |
| 19.–21. Woche 3 Wochen (insgesamt 4) | 4                                                          | Cyril                                                      | Stumblin’ In Nicholas Barry Chinn, Michael Donald Chapman | –                         |
| 22.–25. Woche 4 Wochen | 4                                                          | Ella Henderson feat. Rudimental                            | Alibi Gabriella Michelle Henderson, Ruth Anne Cunningham, Maegan Severia Cottone, Artis L. Ivey Jr., Douglas B. Rasheed, Lawrence Lemott Hyde Saunders, Olivia Fay Sebastianelli, William Martyn Morris Lansley, John Nicholas Ealand Morgan, Steveland Hardaway Judkins | –                         |
| 26.–27. Woche 2 Wochen (insgesamt 3) | 3                                                          | Artemas                                                    | I Like the Way You Kiss Me Artemas Diamandis, Jesse Finkelstein, Kevin Clark White, Toby James Daintree | –                         |
| 28.–30. Woche 3 Wochen (insgesamt 6) | 6                                                          | Imagine Dragons                                            | Eyes Closed Mattias Per Larsson, Robin Lennart Fredriksson, Benjamin Arthur McKee, Daniel Coulter Reynolds, Daniel Wayne Sermon | –                         |
| 31. Woche 1 Woche (insgesamt 3) | 3                                                          | Artemas                                                    | I Like the Way You Kiss Me Artemas Diamandis, Jesse Finkelstein, Kevin Clark White, Toby James Daintree | –                         |
| 32.–34. Woche 3 Wochen (insgesamt 6) | 6                                                          | Imagine Dragons                                            | Eyes Closed Mattias Per Larsson, Robin Lennart Fredriksson, Benjamin Arthur McKee, Daniel Coulter Reynolds, Daniel Wayne Sermon | –                         |
| 35.–36. Woche 2 Wochen | 2                                                          | Glockenbach feat. Chris de Sarandy                         | Magic Moment Felix Hain, Lucas Hain, Jaro Omar, Michael Burek, Stefan Göbel, Christopher Peter de Sarandy, Hubertus Dahlem, Bojan Kalajdzic | –                         |
| 37. Woche 1 Woche (insgesamt 2) | 2                                                          | Eminem                                                     | Houdini Anne Jennifer Dudley, Jeffrey Irwin Bass, Kevin Dean Bell, Malcolm Robert Andrew McLaren, Marshall Bruce Mathers III, Steven Haworth Miller, Trevor Charles Horn                                                                                                 | –                         |
| 38.–40. Woche 3 Wochen (insgesamt 10) | 10                                                         | Mark Ambor                                                 | Belong Together Mark Gregory Damboragian | –                         |
| 41. Woche 1 Woche | 1                                                          | Hozier                                                     | Too Sweet Stuart Daniel Johnson, Daniel Nathan Krieger, Daniel Tannenbaum, Sergiu Adrian Gherman, Peter C. Gonzales, Andrew John Hozier-Byrne, Tyler Reese Mehlenbacher                                                                                                  | –                         |
| 42.–48. Woche 7 Wochen (insgesamt 10) | 10                                                         | Mark Ambor                                                 | Belong Together Mark Gregory Damboragian | –                         |
| 49. Woche 1 Woche (insgesamt 2) | 2                                                          | Eminem                                                     | Houdini Anne Jennifer Dudley, Jeffrey Irwin Bass, Kevin Dean Bell, Malcolm Robert Andrew McLaren, Marshall Bruce Mathers III, Steven Haworth Miller, Trevor Charles Horn                                                                                                 | –                         |
| 50.–52. Woche 3 Wochen | 3                                                          | Shaboozey                                                  | A Bar Song (Tipsy) Chibueze Collins Obinna, Nevin Sastry, Sean Cook, Jerrel C. Jones, Joe Anthony Kent, Mark Allen Williams | –                         |

| ← 2023 ← | Liste der Nummer-eins-Hits in der Slowakei (Singles Digitál Top 100) | Liste der Nummer-eins-Hits in der Slowakei (Singles Digitál Top 100) | Liste der Nummer-eins-Hits in der Slowakei (Singles Digitál Top 100)                                    | 2025 →                    |
| \| Zeitraum \| Wo. ges. \| Interpret \| Titel Autor(en) \| Zusätzliche Informationen \| \| (Zeitraum, Wochen auf Platz eins, Interpret, Titel, Autor[en], zusätzliche Informationen) \| \| \| \| \| \| ----------------------------------------------------------------------------------------- \| -------- \| ----------------------------------------------------------- \| ------------------------------------------------------------------------------------------------------- \| ------------------------- \| \| 1.–7. Woche 7 Wochen (insgesamt 26) \| 26 \| Separ feat. Jerry Lee & PTK \| Sunset Musik: Juraj Lichvár, Patrik Lipovský; Text: Michael Kmeť, Patrik Aišman \| – \| \| 8. Woche 1 Woche \| 1 \| Benson Boone \| Beautiful Things Benson James Boone, Evan Robert Eliiot Blair, Jackson Lafrantz Larsen \| – \| \| 9. Woche 1 Woche \| 1 \| Natasha Bedingfield \| Unwritten Danielle Anne Brisebois, Wayne Rodrigues, Natasha Anne Bedingfield \| – \| \| 10. Woche 1 Woche \| 1 \| Koloman Magyari & Alan Murin feat. Šorty (prod. Peter Pann) \| Mám ťa rád Koloman Magyari, Alan Murin, Dušan Berky, Peter Mako \| – \| \| 11.–12. Woche 2 Wochen \| 2 \| Separ \| Bbejbb Michael Kmeť, Peter Mako \| – \| \| 13.–17. Woche 5 Wochen \| 5 \| Artemas \| I Like the Way You Kiss Me Artemas Diamandis, Jesse Finkelstein, Kevin Clark White, Toby James Daintree \| – \| \| 18.–23. Woche 6 Wochen \| 6 \| Raffaella Carrà \| Pedro (Jaxomy & Agatino Romero Remix) Giandomenico Boncompagni, Paolo Ormi, Franco Bracardi \| – \| \| 24.–41. Woche 18 Wochen \| 18 \| Pil C & Luca Brassi10x feat. Separ \| Neni stress Musik: Martin Kubenka; Text: Lukáš Kajanovič, Luka Mašulovič \| – \| \| 42.–45. Woche 4 Wochen \| 4 \| Hard Rico \| Ghetto Romantika Bogar, Enrico Pešta \| – \| \| 46.–47. Woche 2 Wochen \| 2 \| Viktor Sheen feat. Saul \| Cígo a káva Daniel Suchanek, Michal Kuchtíček, Samuel Pavol Naď, Viktor Dundych \| – \| \| 48. Woche 1 Woche \| 1 \| Sima \| Pod vodou David Hodek, Simona Hegerová, Tomáš Gajlík \| – \| \| 49.–50. Woche 2 Wochen (insgesamt 8) \| 8 \| Wham! \| Last Christmas George Michael \| – \| \| 51. Woche 2024 – 2. Woche 2025 4 Wochen (insgesamt 12) \| 12 \| Calin feat. Sofian Medjmedj \| Pistácie Călin Panfili, David Kopecký, El Mehdi Zeroual, Sofian Medjmedj \| – \| |                                                                      |                                                                      | |                           |
| ← 2023 |                                                                      |                                                                      | | → 2025 →                  |
| Zeitraum | Wo. ges.                                                             | Interpret                                                            | Titel Autor(en)                                                                                         | Zusätzliche Informationen |
| (Zeitraum, Wochen auf Platz eins, Interpret, Titel, Autor[en], zusätzliche Informationen) |                                                                      |                                                                      | |                           |
| 1.–7. Woche 7 Wochen (insgesamt 26) | 26                                                                   | Separ feat. Jerry Lee & PTK                                          | Sunset Musik: Juraj Lichvár, Patrik Lipovský; Text: Michael Kmeť, Patrik Aišman                         | –                         |
| 8. Woche 1 Woche | 1                                                                    | Benson Boone                                                         | Beautiful Things Benson James Boone, Evan Robert Eliiot Blair, Jackson Lafrantz Larsen                  | –                         |
| 9. Woche 1 Woche | 1                                                                    | Natasha Bedingfield                                                  | Unwritten Danielle Anne Brisebois, Wayne Rodrigues, Natasha Anne Bedingfield                            | –                         |
| 10. Woche 1 Woche | 1                                                                    | Koloman Magyari & Alan Murin feat. Šorty (prod. Peter Pann)          | Mám ťa rád Koloman Magyari, Alan Murin, Dušan Berky, Peter Mako                                         | –                         |
| 11.–12. Woche 2 Wochen | 2                                                                    | Separ                                                                | Bbejbb Michael Kmeť, Peter Mako                                                                         | –                         |
| 13.–17. Woche 5 Wochen | 5                                                                    | Artemas                                                              | I Like the Way You Kiss Me Artemas Diamandis, Jesse Finkelstein, Kevin Clark White, Toby James Daintree | –                         |
| 18.–23. Woche 6 Wochen | 6                                                                    | Raffaella Carrà                                                      | Pedro (Jaxomy & Agatino Romero Remix) Giandomenico Boncompagni, Paolo Ormi, Franco Bracardi             | –                         |
| 24.–41. Woche 18 Wochen | 18                                                                   | Pil C & Luca Brassi10x feat. Separ                                   | Neni stress Musik: Martin Kubenka; Text: Lukáš Kajanovič, Luka Mašulovič                                | –                         |
| 42.–45. Woche 4 Wochen | 4                                                                    | Hard Rico                                                            | Ghetto Romantika Bogar, Enrico Pešta                                                                    | –                         |
| 46.–47. Woche 2 Wochen | 2                                                                    | Viktor Sheen feat. Saul                                              | Cígo a káva Daniel Suchanek, Michal Kuchtíček, Samuel Pavol Naď, Viktor Dundych                         | –                         |
| 48. Woche 1 Woche | 1                                                                    | Sima                                                                 | Pod vodou David Hodek, Simona Hegerová, Tomáš Gajlík                                                    | –                         |
| 49.–50. Woche 2 Wochen (insgesamt 8) | 8                                                                    | Wham!                                                                | Last Christmas George Michael                                                                           | –                         |
| 51. Woche 2024 – 2. Woche 2025 4 Wochen (insgesamt 12) | 12                                                                   | Calin feat. Sofian Medjmedj                                          | Pistácie Călin Panfili, David Kopecký, El Mehdi Zeroual, Sofian Medjmedj                                | –                         |

## Alben
| ← 2023 ← | Liste der Nummer-eins-Hits in der Slowakei | Liste der Nummer-eins-Hits in der Slowakei | Liste der Nummer-eins-Hits in der Slowakei | 2025 →                    |
| \| Zeitraum \| Wo. ges. \| Interpret \| Titel \| Zusätzliche Informationen \| \| (Zeitraum, Wochen auf Platz eins, Interpret, Titel, zusätzliche Informationen) \| \| \| \| \| \| ------------------------------------------------------------------------------ \| -------- \| -------------------------- \| --------------------------------------- \| ------------------------- \| \| 1.–6. Woche 6 Wochen (insgesamt 37) \| 37 \| Separ \| Flowdemort \| – \| \| 7.–8. Woche 2 Wochen \| 2 \| Kanye West & Ty Dolla Sign \| Vultures 1 \| – \| \| 9.–11. Woche 3 Wochen (insgesamt 37) \| 37 \| Separ \| Flowdemort \| – \| \| 12. Woche 1 Woche \| 1 \| Shimmi \| Benihana \| – \| \| 13. Woche 1 Woche \| 1 \| Future & Metro Boomin \| We Don’t Trust You \| – \| \| 14.–15. Woche 2 Wochen \| 2 \| Dame (prod. Smart) \| Trapohory \| – \| \| 16. Woche 1 Woche \| 1 \| Nerieš \| Hello \| – \| \| 17.–20. Woche 4 Wochen \| 4 \| Taylor Swift \| The Tortured Poets Department \| – \| \| 21. Woche 1 Woche \| 1 \| Billie Eilish \| Hit Me Hard and Soft \| – \| \| 22. Woche 1 Woche \| 1 \| Gleb \| Dlhá cesta domov \| – \| \| 23. Woche 1 Woche \| 1 \| Calin \| Bieber Fever \| – \| \| 24.–28. Woche 5 Wochen (insgesamt 17) \| 17 \| Pil C & Luca Brassi10x \| Vojna \| – \| \| 29. Woche 1 Woche \| 1 \| Eminem \| The Death of Slim Shady (Coup de Grâce) \| – \| \| 30.–37. Woche 8 Wochen (insgesamt 17) \| 17 \| Pil C & Luca Brassi10x \| Vojna \| – \| \| 38. Woche 1 Woche \| 1 \| Nik Tendo \| V gastru nejsou lidi \| – \| \| 39.–42. Woche 4 Wochen (insgesamt 17) \| 17 \| Pil C & Luca Brassi10x \| Vojna \| – \| \| 43.–45. Woche 3 Wochen \| 3 \| Hard Rico \| Global \| – \| \| 46.–52. Woche 7 Wochen (insgesamt 10) \| 10 \| Viktor Sheen \| Impostor Syndrom \| – \| |                                            |                                            |                                            |                           |
| ← 2023 |                                            |                                            |                                            | → 2025 →                  |
| Zeitraum | Wo. ges.                                   | Interpret                                  | Titel                                      | Zusätzliche Informationen |
| (Zeitraum, Wochen auf Platz eins, Interpret, Titel, zusätzliche Informationen) |                                            |                                            |                                            |                           |
| 1.–6. Woche 6 Wochen (insgesamt 37) | 37                                         | Separ                                      | Flowdemort                                 | –                         |
| 7.–8. Woche 2 Wochen | 2                                          | Kanye West & Ty Dolla Sign                 | Vultures 1                                 | –                         |
| 9.–11. Woche 3 Wochen (insgesamt 37) | 37                                         | Separ                                      | Flowdemort                                 | –                         |
| 12. Woche 1 Woche | 1                                          | Shimmi                                     | Benihana                                   | –                         |
| 13. Woche 1 Woche | 1                                          | Future & Metro Boomin                      | We Don’t Trust You                         | –                         |
| 14.–15. Woche 2 Wochen | 2                                          | Dame (prod. Smart)                         | Trapohory                                  | –                         |
| 16. Woche 1 Woche | 1                                          | Nerieš                                     | Hello                                      | –                         |
| 17.–20. Woche 4 Wochen | 4                                          | Taylor Swift                               | The Tortured Poets Department              | –                         |
| 21. Woche 1 Woche | 1                                          | Billie Eilish                              | Hit Me Hard and Soft                       | –                         |
| 22. Woche 1 Woche | 1                                          | Gleb                                       | Dlhá cesta domov                           | –                         |
| 23. Woche 1 Woche | 1                                          | Calin                                      | Bieber Fever                               | –                         |
| 24.–28. Woche 5 Wochen (insgesamt 17) | 17                                         | Pil C & Luca Brassi10x                     | Vojna                                      | –                         |
| 29. Woche 1 Woche | 1                                          | Eminem                                     | The Death of Slim Shady (Coup de Grâce)    | –                         |
| 30.–37. Woche 8 Wochen (insgesamt 17) | 17                                         | Pil C & Luca Brassi10x                     | Vojna                                      | –                         |
| 38. Woche 1 Woche | 1                                          | Nik Tendo                                  | V gastru nejsou lidi                       | –                         |
| 39.–42. Woche 4 Wochen (insgesamt 17) | 17                                         | Pil C & Luca Brassi10x                     | Vojna                                      | –                         |
| 43.–45. Woche 3 Wochen | 3                                          | Hard Rico                                  | Global                                     | –                         |
| 46.–52. Woche 7 Wochen (insgesamt 10) | 10                                         | Viktor Sheen                               | Impostor Syndrom                           | –                         |